# 王純 (成化進士)
王純（1434年8月31日—1495年7月24日），族谱名光纯，字弘文，号一斋，大宋宗室后裔秦王第十四世孙，浙江台州府仙居縣人，民籍，明朝政治人物。

## 生平
成化十三年（1477年）丁酉科應天鄉試第八十八名舉人，成化十七年（1481年）中式辛丑科會試第一百八名，三甲第一百九十三名進士。授工部主事，因諫罷南京兵部尚書王恕而被廷杖，謫思南府推官，升南京都察院经历，弘治五年（1492年）十一月遷湖廣按察司僉事。

## 家族
曾祖王嗣宗；祖父王原行；父王懷廣，母顧氏。